# 金峰乡 (井研县)
金峰乡，是中华人民共和国四川省乐山市井研县曾经下辖的一个乡。2019年12月，撤销集益乡和金峰乡，设立集益镇，以原集益乡和原金峰乡所属行政区域为集益镇的行政区域。

## 行政区划
金峰乡撤销前下辖以下地区：
金峰街社区、金峰村、平店村、东方红村、卫东村、黄马村、火光村和战斗村。